# Лондонская пенни-почта
Лондонская пенни-почта (англ. London Penny Post) — созданная в 1680 году частная городская почта в Лондоне. Для пенни-почты использовался единый тариф в размере 1 пенни за письмо или посылку весом до 1 фунта, что отразилось и в названии самой почты.

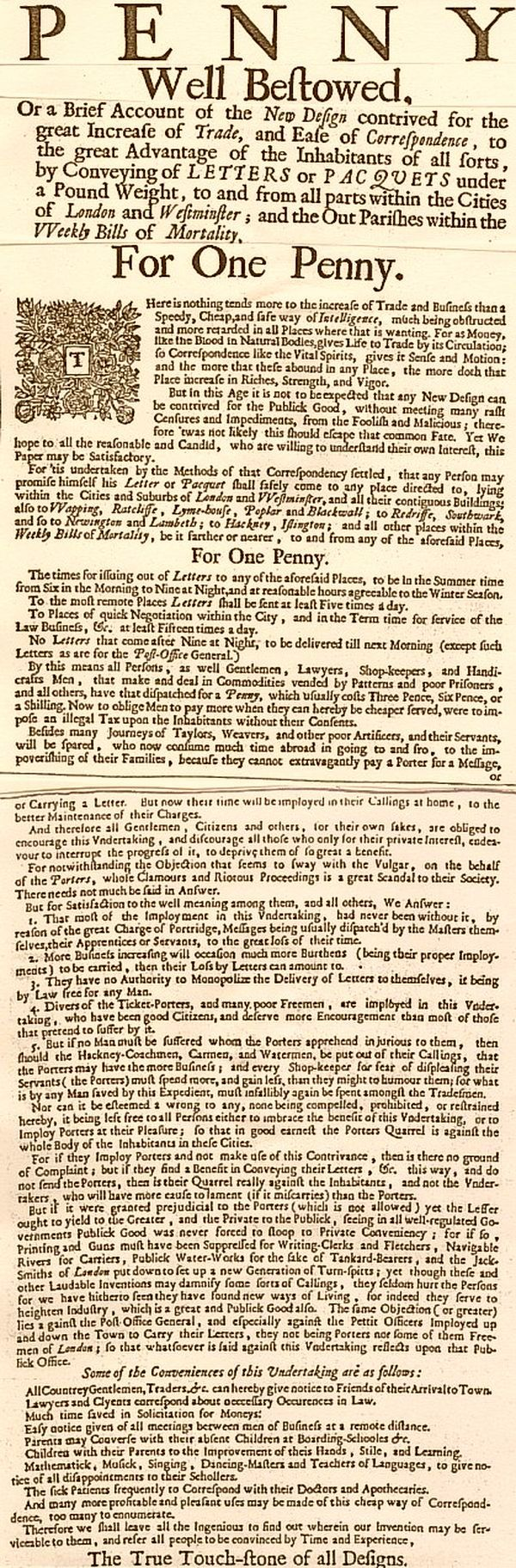
Газетное объявление о Лондонской (1680)

## История
Пенни-почта была учреждена в марте 1680 года для доставки писем и посылок в городской черте Лондона. Почтовый сбор за пересылку составлял 1 пенни. Инициатором пенни-почты выступил Роберт Мюррей, который и создал её вместе со своим партнёром Уильямом Докреем (William Dockwra). Вскоре управление почтой перешло полностью в руки Докрея, который значительно расширил деятельность городской почтовой службы.
В рамках Лондонской пенни-почты было организовано семь отделений в семи городских округах и около 400 сборных пунктов. Главный офис располагался на Лайм-стрит, в особняке самого Докрея.
В 1682 году владелец и основатель почты У. Докрей был вынужден отказаться от неё в пользу государства. С этого момента частная почтовая служба была преобразована в официальную Лондонскую пенни-почту.
Пенни-почта работала в Лондоне до 1840 года, когда была проведена кардинальная почтовая реформа. Сохранились образцы различных почтовых штемпелей пенни-почты.
| Почтовые штемпели Лондонской пенни-почты | Почтовые штемпели Лондонской пенни-почты |
| ---------------------------------------- | ---------------------------------------- |
|                                          |                                          |
| Ранние штемпели (1680)                   | Более поздние штемпели                   |